# Буровцев, Владимир Викторович
Владимир Викторович Буровцев (род. 24 января 1977 в Новосибирске) — российский учёный, государственный и общественный деятель, доктор экономических наук, доцент, действительный член Российской академии транспорта, государственный советник Российской Федерации

## Профессиональная деятельность
Трудовой путь начал в 2000 году на линейном предприятии Западно-Сибирской железной дороги (РПЗ-23) с освоения рабочих профессий, затем работал на различных руководящих должностях, в том числе на федеральной государственной гражданской службе (РОСЖЕЛДОР). Принимал активное участие в формировании современной сети отраслевых университетских комплексов железнодорожного транспорта, курировал вопросы модернизации Байкало-Амурской и Транссибирской железнодорожных магистралей. Осуществлял научную и преподавательскую деятельность в Сибирском государственном университете путей сообщения. Приказом руководителя Федерального агентства железнодорожного транспорта от 09.06.2021 № 110/ЛС назначен ректором Дальневосточного государственного университета путей сообщения .

## Общественная деятельность
Избран председателем: Совета ректоров Хабаровского края, Еврейской автономной и Магаданской областей; Регионального отделения Российского военно-исторического общества в Хабаровском крае; Дальневосточного отделения Российской академии транспорта; Хабаровского отделения Вольного экономического общества России. Является членом: Международного союза экономистов; Российского союза ректоров; Президиума Дальневосточного регионального учебно-методического центра высшего образования; Общественного совета при Управлении на транспорте Министерства внутренних дел Российской Федерации по Дальневосточному федеральному округу; Научно-технического совета ОАО «Российские железные дороги»; Попечительского совета Центра поддержки одарённых детей.

## Научная деятельность
Сфера научных интересов: новая институциональная экономическая теория в развитии транспортной системы Российской Федерации. Автор (соавтор) более ста научных и учебно-методических работ; Российский индекс научного цитирования AuthorID — 787476.

## Награды
Отмечен благодарностями Министра транспорта Российской Федерации, Руководителя Федерального агентства железнодорожного транспорта, Губернатора Хабаровского края, Российского профессионального союза железнодорожников и транспортных строителей, медалью «За безупречный труд и отличие» Министерства транспорта Российской Федерации, медалью «За укрепление боевого содружества» Министерства обороны Российской Федерации, медалью ордена «За заслуги перед Отечеством» II степени (2024), почетной грамотой Губернатора Новосибирской области, наградными именными часами, другими юбилейными медалями и знаками.